# Open Handset Alliance
L'Open Handset Alliance (abbreviato OHA) è un accordo di differenti compagnie con Google come capofila, ASUS, HTC, Intel, Motorola, Qualcomm, T-Mobile, Samsung e NVIDIA il cui obiettivo è sviluppare "standard aperti" per dispositivi mobili.

## Membri
Al 2015 l'Open Handset Alliance è composta da 84 membri, tra i quali:
| Operatori mobili | Produttori di semiconduttori | Produttori di dispositivi | Produttori di software | Compagnie per la commercializzazione                                     |
| --- | --- | --- | --- | ------------------------------------------------------------------------ |
| - Vodafone - China Mobile - KDDI Corporation - NTT DoCoMo - Sprint Nextel - T-Mobile - Telecom Italia - Telefónica - Telus | - Audience - Broadcom Corporation - Intel Corporation - Marvell Technology Group - NVIDIA Corporation - Qualcomm - SiRF Technology Holdings - Synaptics - Texas Instruments - ARM Holdings | - Acer - ASUS - Dell - Foxconn - Huawei - HTC - Lenovo - LG - Motorola - NEC - Samsung Electronics - Sharp Corporation - Sony - Garmin - Toshiba - OPPO - ZTE | - Ascender Corporation - eBay - Esmertec - Google - LivingImage - OMRON - NMS Communications - Nuance Communications - PacketVideo - SkyPop - SONiVOX | - Aplix - Noser Engineering - The Astonishing Tribe - Wind River Systems |

## Prodotti

### Android
Nello stesso giorno dell'annuncio della formazione dell'Open Handset Alliance il 5 novembre 2007, l'OHA ha anche presentato Android.